# 2007년 방콕국제영화제
제5회 방콕국제영화제는 2007년 7월 19일에 열린 시상식이다. 2007년 7월 19일부터 29일까지 센트럴월드 SF그룹 SF 월드시네마에서 개최됐다. 5년 연속 영화제를 개최한 주최측은 아시아 영화에 중점을 두고 약 100편의 영화로 구성된 프로그램을 계획했다.

## 수상 및 후보

### 골든 키나르상- 작품상
- XXY - 루시아 푸엔조 수상

### 아시아 작품상
- 다시 사랑한다면 - 제임스 리 수상